# ماغي فرح
ماغي فرح (29 سبتمبر1957-) إعلامية ومنجمة لبنانية 

## حياتها ومشوراها المهني
بدأت مسيرتها الإعلامية من خلال إذاعة «صوت لبنان» وهي لا تزال طالبة في كلية الإعلام في الجامعة اللبنانية عام 1977.
وبعد تخرجها عام 1979 برزت كمقدمة في قسم الأخبار والبرامج السياسية وكانت أول لبنانية تتولى رئاسة قسم الأخبار، وساهمت مع زملاء لها في ترسيخ مدرسة جديدة في لغة الإعلام تعتمد على «العربية البيضاء» أي بين الفصحى والعامية، المعتمدة في وسائل الإعلام اللبنانية.
تولت بعد ذلك إدارة قسم الأخبار في إذاعة «صوت لبنان» وكانت صوت الكتائب اللبنانية برغم كونها لا تنتمي للحزب كما كانت تقدم فقرة صباحية يومية عن الأبراج بعنوان «حظك اليوم»، بين عامي 1982-1988
عام 1986 قدمت برنامج «ليالي لبنان» أحد أضخم انتاجات تلفزيون لبنان في ذلك الوقت
عام 1988 اختارها المخرج سيمون أسمر لتشارك فيما بعد في لجنة تحكيم برنامج ستوديو الفن على المؤسسة اللبنانية للإرسال  بعد انتهاء الحرب الأهلية اللبنانية
عام 1991 قدمت أول برنامج سياسي بعد الحرب على نفس المحطة بعنوان "الصفحة الأولى " وناقشت فيه اتفاق الطائف والمصالحة الوطنية لم يستمر البرنامج سوى أربعة أشهر، وفي عام 1992 إنتقلت إلى قناة ام تي في اللبنانية، حيث قدمت برنامج الحكي بيناتنا حتى العام 1999. ولأن خروجها من المحطات التلفزيونية إتسم بالغموض، إنتقلت عام 2000 بعد إغلاق إم تي في اللبنانية إلى تلفزيون المستقبل وقدمت برنامجا سياسيا حمل عنوان مع ماغي الذي لم تتخلَّ عنه فيما بعد على محطة ال بي سي بعدما حوّلته إلى برنامج اجتماعي لم يعرض منه إلا عدد محدود من الحلقات، وتوقّف بطريقة غير مسبوقة دون اعتذار ودون إبداء أسباب" بعدها قدمت برنامج الحق يقال  على شاشة أو تي في OTV عام 2008 حتى 2011 

## عملها في مجال علم الفلك
قررت أن تلتحق بمعهد الدراسات التنجيمية في فرنسا لتصبح محترفة في تحليل حركة الكواكب وتأثيرها على الأرض، عانت كثيرا من استخفاف الناس بعلم الفلك وتوقعاتها، لكنها لم تيأس حتى أصبحت الأولى خاصة بعد تنبؤاتها التي لا تخطئ في أغلب الأحيان، لتصبح ما أهم عالمات الفلك في الشرق ويرتبط اسمها بالفلك، أصدرت ثلاثين كتابا لحد الآن 

### أهم تنبؤاتها
تنبأت ماغي بالعديد من الأحداث السياسية التي حدثت في الشرق الأوسط، ولعل أبرز توقعاتها هي الاضطرابات السياسة والثورات التي قامت بها شعوب منطقة الشرق الأوسط في عام 2011، كما أنها توقعت سقوط العديد من حكام ورؤساء الدول العربية، في كتابها «2011 سنة المخاطر الصاعقة»، ووصفتها بالسنة الشرسة المليئة بالاضطرابات والمحاكمات، وقالت إن حساباتها الفلكية هي التي كشفت تلك النتائج وأن الفلك علم لا يخطئ. والعديد الكثير بعدها 

## تكريمات
- لبنان: تكريم في مهرجان بياف عن مسيرتها 2018 [6]

## وصلات خارجية
- الموقع الرسمي